# Vickers Vendace
O Vickers Type 120 Vendace foi um avião de treinamento britânico monomotor biplano biposto da década de 1920. Ele originalmente foi desenhado como um hidroavião de flutuadores para instrução na Força Aérea Real.

## História
Em Outubro de 1924 o Air Ministry britânico emitiu uma especificação a 5A/24 para um hidroavião de flutuadores para treinamento. Para atender este requerimento, a Vickers desenhou um biplano de dois assentos, o Vickers Type 120 Vendace I. Em agosto de 1925 o Air Ministry fez um pedido para apenas um protótipo, além de aeronaves concorrentes da Parnall e Blackburn, (o Parnall Perch e o Blackburn Sprat).

## Design e desenvolvimento
O Vendace I era um biplano de duas baias com asas dobráveis de madeira e uma fuselagem de tubo de aço, movido por um motor Rolls-Royce Falcon. Seu trem de pouso podia ser mudado de flutuadores para rodas em dez minutos, enquanto seu suprimento de combustível era mantido em dois tanques aerodinâmicos acima da asa superior.
O primeiro Vendace voou pela primeira vez em Brooklands em março de 1926 e depois passou por testes bem-sucedidos como avião terrestre, incluindo a operação do porta-aviões HMS Furious. Em 1927 este foi enviado para testes em configuração de hidroavião para a Marine Aircraft Experimental Establishment (Em português: Estabelecimento Experimental de Aeronaves Marítimas) em Felixstowe Os testes foram bem-sucedidos, com o Vendace sendo selecionado para atender às necessidades da RAF. A exigência foi logo cancelada como uma medida de economia de custos, embora a RAF tenha retido a aeronave para fins experimentais.
A Vickers construiu um segundo protótipo o Type 157 Vendace II, como uma iniciativa privada, este foi equipado com um motor de seis cilindros em linha ADC Nimbus (derivado do motor Siddeley Puma) que substituiu o Rolls-Royce Falcon do Vendace I. Ele fez o seu primeiro voo em Novembro de 1927, foi vendido para a Aircraft Operating Company, para operações de pesquisa na América do Sul.
O desenvolvimento continuou com o Type 155 Vendace III equipado com um motor Hispano-Suiza 8F de 300 hp (224 kW), três destes vendidos para a Bolívia para uso como treinadores, a um custo de ₤ 9,997 pelos três aviões.

## Histórico operacional
Em julho de 1929, os três Vendaces bolivianos entraram em serviço na Escuela Militar de Aviación. Embora os Vendaces tenham mantido um bom desempenho na alta altitude do aeródromo de treinamento da Bolívia em La Paz, eles tiveram problemas de motor, atribuídos às condições de poeira no verão boliviano, resultando em vários pousos da aeronave enquanto esperavam peças sobressalentes para os motores serem entregue da França. Dois Vendaces foram listados como ainda em serviço em 1933, sendo um deles usado como aeronave de comunicação durante a Guerra do Chaco antes de ser destruído pelas forças bolivianas durante uma retirada em dezembro de 1933.

## Variantes
- Type 120 Vendace I – Protótipo conversível de avião de pista para hidroavião para a RAF, utilizava motor Rolls-Royce Falcon III de 275 hp (205 kW). Um construído (número de série N208).
- Type 157 Vendace II – Empreendimento privado da Vickers equipado com motor ADC Nimbus (variante do Siddeley Puma) com potência de 300 hp (224 kW). Um (registro série G-EBPX) construído, convertido para propósitos de pesquisa embarcada.
- Type 155 Vendace III – Avião de treinamento para a Bolívia, equipado com motor Hispano-Suiza 8F de 300 hp (224 kW). Três construídos.

## Operadores
Bolívia
- Força Aérea Boliviana

 Reino Unido
- Aircraft Operating Company
- Força Aérea Real